# ミシェル・ジョトディア
ミシェル・アン＝ノンドクロ・ジョトディア（フランス語: Michel Am-Nondokro Djotodia、1949年 - ）は、中央アフリカ共和国の政治家。フランソワ・ボジゼ大統領の失脚・国外逃亡後、2013年3月24日より同国大統領をつとめたが2014年1月10日に辞任した。2012年12月に武装蜂起した反政府勢力セレカの指導者で、和平協定締結後の2013年2月に第一副首相（国防担当）に任命されていた。

## 経歴
ウバンギ・シャリ（現在の中央アフリカ共和国北東部）のバカガ州で、伝えられる所によると1949年に生まれた。同国は人口のほとんどをキリスト教徒が占めるが、ジョトディアはムスリムである。およそ10年間、ソビエト連邦で教育を受け、結婚して子どもをもうけた。このためロシア語に堪能である。バカガ州に戻ると、様々な言語を操る高い教育を受けた知識人として尊敬を受けた。ジョトディアは政治的な野心を持っていたが、地元を出るとほとんど名の通らない目立たない人物で、役人をして生計を立てた。1980年代は税吏をしていた。
ジョトディアはソ連で経済計画を学んでいたため、国の企画省、後に外務省に勤めた。スーダンのニャラ領事になったこともあった。
まもなくジョトディアは反政府活動に加わり、2006年に反政府勢力の統一民主勢力連合を結成、その代表格となった。内戦中はベナンのコトヌーに亡命していた。2006年11月、ジョトディアはスポークスマンのアバカル・サボンとともに、フランソワ・ボジゼ大統領の命令を受けたベナン軍から審理を経ずに拘束された。二人はボジセ政権との和平交渉への参加を約束した後、2008年2月に解放された。

### 大統領職
セレカが中央アフリカ共和国の大部分を急速に支配下に置きつつあった2012年12月、ジョトディアはセレカの中心的指導者であった。2013年1月の和平交渉で、ボジセ大統領は野党から首相を任命することと反政府勢力の政権参加に合意した。その後の交渉を経て、2月3日にボジゼ陣営と野党、反政府勢力から成るニコラ・チャンガイ首相の挙国一致内閣が発足した。ジョトディアには国防担当の第一副首相という要職があてられた。
3月、ボジゼが約束を反故にしたとしてセレカは町々の接収を再開し、和平協定は破綻した。チャンガイ内閣には反政府勢力側の大臣が、ジョトディアを含めて5名いた。ジョトディアは反政府側の戦闘員がこの決定を下したのであって、自分は関与していないと述べた。ジョトディアは新政権でのポストに満足していたかもしれないが、一方でただちに権力の掌握を望む者もセレカにいたのではないかとの推測がなされた。戦闘は数日続き、3月24日に反政府側がバンギを制圧、ボジゼは亡命を余儀なくされ、ジョトディアが大統領を宣言した。ジョトディアは3年間の暫定期間を設け、チャンガイには首相を続けさせると述べた。
ジョトディアは即座に憲法を停止し、内閣のみならず国会も解散させた。その後、3月27日にチャンガイを改めて首相に任命した。3月28日には軍と警察のトップと会見し、大統領として承認された。3月31日に成立したチャンガイ新内閣では、引き続き国防相を務めた。
4月3日、チャドで会合を開いたアフリカの首脳はジョトディアを大統領として承認せず、代わりに包括的な暫定評議会の設置とジョトディアが構想した3年間より早急な18ヶ月以内の選挙実施を求める宣言を発表した。4月4日の談話のなかでクリストフ・ガザム・ベティ情報相は、ジョトディアは首脳らの要求を受け入れたが、暫定評議会の議長にジョトディアが選出された場合、ジョトディアは公職に留まる足がかりを得るだろうと述べた。4月6日、ジョトディアはその通りに、暫定国会として機能する暫定評議会の設置に関する布告に署名した。評議会には、来るべき選挙に至る18ヶ月の暫定期間に国家を治める暫定大統領を選出する役割が与えられた。
105人からなる暫定評議会は4月13日の初会合で、まずはじめにジョトディアを暫定大統領に選出した。ほかに候補者はいなかった。地方の指導者は数日後、ジョトディアを暫定的な指導者として公式に承諾したが、「共和国大統領ではなく、暫定政府代表と呼ぶ」との声明に、不服の意思が象徴されていた。ジョトディアは大統領選挙には立候補しないことを表明した。
権力掌握から数ヶ月間、セレカは市民に暴力を加え続けているとの非難を受けた。8月18日に宣誓式が行われ、ジョトディアは正式に大統領となった。その折、ジョトディアは「私が権力を獲得するために武力を使わざるを得なかった最後の同胞になることを望む」と述べ、また大統領選への不出馬を誓った。
9月13日、ジョトディアは自らの大統領としての地位の安定を図ってセレカの解散を宣言したが、これに反発する戦闘員が各地で反乱を起こす事態に至った。ジョトディア自身、この暴力行為を抑えることができないと認めたため、宗主国フランスやアフリカ連合の軍事的介入を招いた。
2014年1月10日、混乱の拡大を招いたとして大統領職を辞任。翌日、ベナンへ出国した。